# Wellton Hills
Wellton Hills est une census-designated place du comté de Yuma, dans l'État de l'Arizona, aux États-Unis. En 2020, elle compte une population de 167 habitants.